# Lipthay Imre
Lubellei és kisfaludi Lipthay Imre (1585 körül – 1633) 1612–1626 között Bars vármegye alispánja, országgyűlési és törökországi követ.

## Élete
Jómódú, birtokos nemes családból származott. Atyja Lipthay György 1570–1593 között királyi adórovóként kezdte pályafutását Hont vármegyében, majd lévai várkapitány lett. Anyja szelezsényi Érsek Dóra volt. 1603-ban Hont vármegye alispánjává választották meg, mely tisztét 1609-ig viselte. 1607-ben a zsitvatoroki békekötés alkalmával, a határok kijelölésére kiküldött bizottságban vett részt. 1609-ben Hont és Pilis vármegye országos dikátora. 1611-ben tért vissza Bars vármegyébe.
Midőn alispáni székét elfoglalta, elsősorban a felmerült viszályokat igyekezett elsimítani. Ideje is volt, mert az egyetértést a törökök betörései és az egyre fokozódó terhek szükségessé tették. Az 1613-iki országgyűlés elsősorban Léva megerősítését rendelte el, mely Bars vármegye összes közmunkáját igénybe vette. Léván kívül még Verebélyen is állandó őrség volt, melynek eltartása szintén a vármegyére nehezedett.
1613 őszén, tekintettel a törökök gyakori betöréseire, Fáncsy Ferenc hadát rendelték Bars és Nyitra vármegyék területére. Az ez évi (1613) augusztus 2-án kelt nádori leirat szerint, a törökök már Kálnát verték fel és az ezektől való félelem mindegyre több helységet késztetett a behódolásra. 1613-ban Forgách Ferenc érsek figyelmeztette a birtokain való hatalmaskodása miatt. Bár a nádor december 2-án a vármegyéhez intézett levelével, karóba húzás terhe alatt eltiltotta a behódolást a jobbágyoknak, mégis 1614. április 13-án Koháry Péter arról értesíti a vármegyét, hogy az új pasa Báth, Verebély, Szebelin, Csejkő, Szőlős, Bars, Csiffár és Tild helységekre behódolási parancsot küldött. Lipthay ekkor Kohárytól, aki Siegfried Kollonichnak az érsekújvári kapitányságban utóda volt, szabad hajdúkat kapott a vármegye oltalmára, de ezeknek az eltartása sok kiadással járt, ami miatt is a rendek az eltávolításukat követelték. Mielőtt azonban valami történt volna, Bécsben, a török követtel megkezdett alkudozások eredményeképpen, 1615-ben megújították a zsitvatoroki békét, mely után Léván, október havában a hódoltsági vonal megállapítása céljából, újabb tárgyalást tartottak, melyen a kormányt Lipthay alispán képviselte.
Az alkudozások folyama alatt, 1616-ban Beker bég Óbars, Kisgyőröd és Mohi helységek biráinak is fenyegető leveleket küldött, ezúton kényszerítvén őket a behódolásra. Az 1616 május 6-án kötött egyezséget elfogadták ugyan a törökök, de a hódoltsági falvak adózási viszonya csak 1618-ban nyert megoldást. E közben folyton újabb behódolások történtek, végre a Pázmány Péter érsek által, a törökkel megindított alkudozások után, 1618 április havában, elkészítették azoknak a falvaknak a jegyzékét, melyek a töröknek átadattak. 1618 május havában végre Makláry Péterrel együtt jelenthették az érseknek, hogy a hódoltsági falvak adózását a törökkel elintézték. Az egyezség szerint az összes hatvan hódoltsági helység adóját 4000 forintra szállították le és kimondották egyúttal, hogy a zsarolások elkerülése céljából a község bírái közvetlenül szolgáltassák be az adót. 1619-ben is országgyűlési követ volt Pozsonyban, mely során törökországi követségbe küldték.
1620 szeptemberében Zerdahelyi Mihály Nyitra vármegye alispánjával együtt Verebélyen üdvözölte Bethlen Gábort. 1623-ban Bethlen Gábor mellé állt és a lévai vár és uradalom kamarai igazgatója lett. 1626-ban Bars vármegye Szobonya Pállal együtt Bethlen esküvőjére küldte követül. 1631-ben a budai basához járt követül II. Ferdinánd király részéről.
Családja birtokait sikeresen bővítette és ezen felül 30 ezer forintot hagyott fiaira. Simonyi Mózes 1615-ben elzálogosítja Nagy-Kereskényben fekvő birtokrészeit Kisfaludi Lipthay Imrének.
Fennmaradt Rueber Pál esztergomi kanonokhoz intézett levele (Léva, 1607) és végrendelete (Léva, 1633).